# Историко-философский ежегодник
Исто́рико-филосо́фский ежего́дник — специализированное издание Института философии РАН, посвящённое историко-философским исследованиям. Выходит с 1986 года.
Автором идеи издания был академик Т. И. Ойзерман (1914—2017), идея была поддержана дирекцией Института философии и Президиумом АН СССР. Главным редактором Ежегодника с момента его основания в течение 35 лет являлась д.филос.н. Н. В. Мотрошилова (1934—2021). В 2021—2022 годах главредом была член-корр. РАН Ю. В. Синеокая, а с 2023 года редакцию возглавляет д.филос.н. А. А. Столяров.
В Ежегоднике публикуются исследования по актуальным теоретическим и методологическим проблемам истории философии от античности до наших дней. Издание представляет всю палитру философских направлений и национальных традиций, в том числе русскую, западную (англосаксонскую и континентальную), а также восточные философские  школы. 
В Ежегоднике печатаются переводы философских текстов, рецензии на новейшие отечественные издания по истории философии, материалы по историографии историко-философского знания, библиографические обзоры, интервью с известными учёнымии, архивные материалы, а также дискуссии об актуальных проблемах, обсуждаемых международным философским сообществом.
Исследования, публикующиеся в Ежегоднике, проходят «двойное слепое рецензирование» (англ. double-blind review). 
Начиная с № 36 (2021 год) в Ежегоднике публикуются статьи на английском и немецком языках.